# Arènes de Metz
O Palais omnisport Les Arènes, muitas vezes abreviado como Les Arènes, é uma arena de esportes, em Métis, França. É a casa do clube Metz Handebol, além de ser sede do torneio de ténis Aberto de Mosela, parte do ATP World Tour 250 series do ATP Tour. Atualmente, a arena tem capacidade para 4.500 pessoas.